# Анелін (Кутновський повіт)
Анелін (пол. Anielin) — село в Польщі, у гміні Ланента Кутновського повіту Лодзинського воєводства.
Населення — 81 особа (2011).
У 1975-1998 роках село належало до Плоцького воєводства.

## Демографія
Демографічна структура станом на 31 березня 2011 року:
|          | Загалом | Допрацездатний вік | Працездатний вік | Постпрацездатний вік |
| -------- | ------- | ------------------ | ---------------- | -------------------- |
| Чоловіки | 40      | 9                  | 25               | 6                    |
| Жінки    | 41      | 10                 | 20               | 11                   |
| Разом    | 81      | 19                 | 45               | 17                   |